# Aaron Abraham Kabak
Aaron Abraham Kabak (Smorgon (Comtat de Vílnius), 2 /28 de desembre de 1880/1883 - Jerusalem 20 de novembre de 1944) va ser un escriptor hebreu d'origen lituà. Va ser guardonat amb el Premi Bialik de Literatura el 1943.

## Obra
El seu Ba-Mishcol Ha-Tsar was era una novel·la sobre la vida de Yeshu, (Jesús de Natzaret). La seva obra literària es va centrar principalment en temes històrics, així va editar entre 1913-1927 una trilogia sobre el portuguès convers Diego Pirez més tard conegut com a Salomón Molcho. Va realitzar treballs de traducció a l'hebreu, entre els quals es troben les obres de Stendhal o Eliza Orzeszkowa.